# Formosa do Oeste
Formosa do Oeste is een gemeente in de Braziliaanse deelstaat Paraná. De gemeente telt 12.580 inwoners (schatting 2009).